# African Library and Information Associations and Institutions
African Library and Information Associations and Institutions (AfLIA) ist der kontinentale Dachverband der afrikanischen Bibliotheksverbände. AfLIA wurde 2013 während des African Library Summit an der Universität von Südafrika in Pretoria gegründet. Ziel des Verbands ist die Entwicklung des afrikanischen Bibliothekswesens. AfLIA versteht sich als Nichtregierungsorganisation.

## Organisationsstruktur
AfLIA wird vom Governing Council geführt. Die inhaltliche Arbeit soll in Komitees und Arbeitsgruppen stattfinden. Zur Gründung waren folgende Arbeitsgruppen vorgesehen:
1. Nationale Bibliotheksverbände (National Library Associations)
2. Wissenschaftliche Bibliotheken (Academic Libraries)
3. Öffentliche Bibliotheken (Public/Community Libraries)
4. Nationalbibliotheken (National Libraries)
5. Spezialbibliotheken (Special Libraries)
6. Schulbibliotheken (School libraries)
7. Informations- und Dokumentationszentren (Information / Documentation Centres)
8. Ausbildung und ausbildende Institutionen (Library and Information Education / Training Institutions)